# Liberty Media
Liberty Media Corporation es una empresa estadounidense de medios de comunicación de masas controlada por su presidente y propietario, John C. Malone, quien posee la mayoría de las acciones. Forma parte del índice NASDAQ-100.

## Historia
Liberty Media se fundó en 1991 como una subsidiaria de Tele-Communications Inc., una empresa de televisión por cable. Liberty Media era accionista de Silver King y HSN (luego USA Interactive y IAC/InterActiveCorp), que compró a Ticketmaster, Universal Television, USA Network y Sci-Fi Channel en 1998.
En 2001, TCI vendió Liberty Media a John C. Malone, exjefe ejecutivo de TCI. La empresa vendió USA Broadcasting a Univisión en 2001, y luego USA Network y Sci-Fi Channel a Vivendi en 2002.
En 2005, la división internacional de Liberty Media se fusionó con UnitedGlobalCom para conformar Liberty Global. Dicho grupo es propietario de las empresas de telecomunicaciones Virgin Media (Reino Unido), Telenet (Bélgica), Ziggo (Países Bajos), UPC (Europa Central) y VTR (Chile).
En 2007, Liberty Media vendió sus acciones del multimedio News Corporation a cambio de la empresa de televisión satelital DirecTV y los Atlanta Braves de béisbol. En 2009, Liberty Media compró el 40% de Sirius XM Radio. En 2010, Liberty Media cedió sus acciones en IAC/InterActiveCorp a cambio de Evite y Gifts.com. También en 2010, Ticketmaster se fusionó con Live Nation, por lo que Liberty Media se convirtió en accionista de la nueva empresa.
En 2013, Liberty Media compró el 27% de la empresa de telecomunicaciones Charter Communications. En 2016 compró la Fórmula 1 por 4.400 millones de dólares. A principios de abril del año 2024 compró MotoGP por 4.000 millones de dólares.

## Sociedades
- Bodybuilding.com
- QVC
- ProFlowers
- BuySeasons
- Expedía
- IAC/InterActiveCorp
- OpenTV
- Backcountry.com
- WFRV-TV

## Sociedades con% parcial
- DirecTV Group (54 %; 24 % de la familia Malone)
- Time Warner (2,6 %)
- Starz Encore Group (Starz Media, Encore)
- truTV (antes Court TV) (50 %, conjuntamente con Time Warner, parte de acciones vendida en 2006)
- Game Show Network (GSN) (50 %) & Sony Pictures
- Atlanta Braves (equipo de baseball)
- Overture Films
- Fanball.com (Fantasy deporte)
- Live Nation

## John C. Malone CEO
- Discovery Holding Company
- The Nature Conservancy

## Ingresos de los dirigentes
Gregory Maffei ganó 87,5 millones de dólares el 2009.